# Zjednoczone królestwo Izraela
Zjednoczone królestwo Izraela (znane również jako królestwo Izraela i Judy) – starożytne państwo na Bliskim Wschodzie, którego historię szeroko opisuje Biblia. Zgodnie z opisem biblijnym było to państwo obejmujące tereny dzisiejszego Izraela, Autonomii Palestyńskiej, Libanu, Syrii i Jordanii. Źródła pozabiblijne dostarczają nielicznych informacji o tym okresie w dziejach tych ziem, dlatego znaczenie, a nawet istnienie zjednoczonego królestwa i jego władców bywa kwestionowane.
Początki królestwa sięgają ok. 1030 p.n.e., kiedy to Saul miał zjednoczyć nękane atakami sąsiadów plemiona izraelskie. Po śmierci Saula i krótkotrwałej wojnie domowej tron objął Dawid, uznawany za twórcę militarnej potęgi Izraela. Ostatnim władcą zjednoczonego państwa był Salomon, którego polityka skupiała się głównie na sprawach wewnętrznych. Wkrótce po jego śmierci państwo uległo podziałowi na państwo północne (Izrael) pod panowaniem Jeroboama i południowe (Judę) pod panowaniem Roboama.

## Historia

### Powstanie królestwa i panowanie Saula
Początkowo Izraelici nie mieli stałego wodza, zachowując ustrój plemienny. Władzę sprawowali starsi rodów, arystokracja plemienna i zgromadzenie mężczyzn zdolnych do noszenia broni. Jedynie w przypadku zagrożenia na pewien czas nad kilkoma lub wszystkimi plemionami władzę obejmowali przywódcy zwani sędziami (szofetim). W okresie bezpośrednio poprzedzającym powstanie królestwa autorytetem dla całego Izraela był prorok Samuel. W tym czasie Izraelici wyrazili wolę ustanowienia monarchii. Samuel odnosił się do tego typu postulatów niechętnie, uznając za jedynego króla Boga Jahwe. Według Biblii otrzymał jednak polecenie od Pana, by wysłuchał lud i ustanowił króla. Ostrzegł ich jednak o konsekwencjach takiej decyzji (1 Sm 8).
Królem został Saul, którego autorytet został uznany przez Izraelitów po jego zwycięstwie nad Ammonitami (1 Sm 11). Pochodził on z plemienia Beniamina, które było plemieniem mało znaczącym, co zmniejszało niebezpieczeństwo, że jedno plemię zdobędzie wyraźną dominację. Sytuacja jednak była trudna. Plemiona izraelskie, ze względu na monopol Filistynów na usługi kowalskie, były praktycznie rozbrojone. Filistyni w swojej dominacji sięgnęli aż do Bet Sze’an. Syn Saula, Jonatan, wyzwolił rodzinne miasto króla, Gibeę (1 Sm 13,3), natomiast Saul pokonał Filistynów nieopodal przełęczy Michams, jednak nie wykorzystał zwycięstwa w pełni (1 Sm 14,16-37). Pełne zwycięstwo udało się osiągnąć jedynie w walkach z Amalekitami. Doszło też do konfliktu na tle religijnym z Samuelem. Podejrzliwość, nieufność i żądza władzy króla sprawiała, że stopniowo tracił on popularność w społeczeństwie.
Po pewnym czasie Filistyni zaatakowali ponownie. Izraelici ponieśli dotkliwą klęskę w bitwie na wzgórzu Gilboa, podczas której Saul popełnił samobójstwo, gdyż nie chciał dostać się do niewoli (1 Sm 31).

### Panowanie Dawida

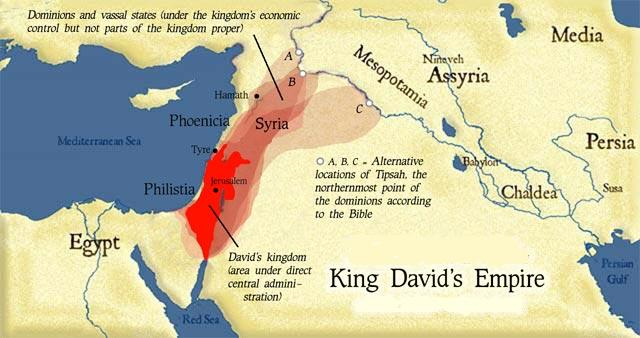
Różne koncepcje maksymalnego zasięgu panowania Dawida. Kolorem jaskrawoczerwonym oznaczono terytoria podlegające władzy centralnej, innymi odcieniami – terytoria zależne

Po śmierci Saula doszło do ponownego podziału królestwa. Dawid, były giermek króla Saula, który później popadł w niełaskę i schronił się w ziemi Filistynów, został namaszczony w Hebronie na króla Judy (2 Sm 2,1-7). Tymczasem Abner, dowódca wojsk Saula, obwołał Iszbaala, jedynego pozostałego przy życiu syna Saula, królem Izraela. Jego królestwo obejmowała część Zajdordanii, Galileę i Samarię. Doszło do krótkotrwałej wojny domowej. Po przegranej bitwie Abner odstąpił od Iszbaala, co osłabiło jego pozycję. Po pewnym czasie Iszbaal został zamordowany, jednak Dawid zgładził jego morderców, uznając, że mogą zdradzić i jego (2 Sm 4). Po 7 latach i 6 miesiącach od objęcia tronu w Judzie, Dawid objął władzę nad całym Izraelem.
Po zjednoczeniu państwa, Dawid postanowił ustanowić nową stolicę. Jego wybór padł na Jebus (późniejszą Jerozolimę), miasto należące do Jebuzytów. Jebus leżało w centrum kraju i kontrolowało drogę z północy na południe. Dodatkowo leżało na wzniesieniu, co zwiększało jego walory obronne. Dawid nazwał zdobyte Jebus „Miastem Dawidowym” i zasiedlił lojalnymi sobie ludźmi. Nie włączył go też do terytorium żadnego plemienia, lecz uczynił stałą siedzibą królewską. Dawid uczynił też Jerozolimę centrum życia religijnego, sprowadzając do niej Arkę Przymierza (2 Sm 6).
Filistyni, którzy uznawali podział Izraela za korzystny, wystąpili przeciwko Dawidowi, który jednak pokonał ich w dwóch kolejnych bitwach, co zakończyło okres ich dominacji. Pokonał również aramejskiego króla Hadadazera z Soby, Moabitów, Edomitów i Ammonitów. Moab został zmuszony do opłacania trybutu, natomiast Ammonici zostali zmuszeni do uznania władzy Dawida. Zhołdował również Damaszek i ustanowił tam swoją załogę. Izrael stał się regionalną potęgą. Sytuacja ku temu była sprzyjająca. Egipt w tym okresie nie prowadził ekspansji, Asyria i Babilonia zajęte były walkami pomiędzy sobą i z Aramejczykami, a po upadku imperium Hetytów w północnej Syrii panowało znaczne rozdrobnienie.
Dawid wprowadził odrębny stan urzędników cywilnych, ustanowił także stałe wojsko najemne. Jednak ze względu na liczne konflikty, reformy wewnętrzne były nieliczne, a sytuacja niestabilna. Królestwo pozostało zlepkiem plemion połączonych głównie osobowością władcy. Nie obyło się bez buntów, którymi przewodzili Absalom i Szeba. Król długo zwlekał z podjęciem decyzji co do sukcesji. Sytuację próbował wykorzystać Adoniasz, korzystając z poparcia Abiatara i Joaba, jednak, pod wpływem Batszeby i Natana, Dawid namaścił na następcę Salomona.

### Panowanie Salomona
Po objęciu władzy Salomon w pierwszej kolejności rozwiązał spory dotyczące sukcesji, eliminując swoich przeciwników: zabijając Adoniasza i Joaba, a Abiatara skazując na wygnanie. Jego rządy miały charakter pokojowy, ze względów politycznych zawierał liczne małżeństwa z cudzoziemkami. Stabilność i pokój sprzyjały rozwojowi gospodarki i handlu. Wspólnie z Hiramem, królem Tyru, Salomon miał założyć w Esjon-Geber flotę handlową docierającą aż do Ofiru (1 Krl 9,26-28). Rozwojowi handlu sprzyjało opanowanie kluczowych szlaków handlowych przechodzących przez Lewant. Od przemieszczających się nimi kupców pobierano myto. Rozwinęło się również hutnictwo miedzi. Szczególnego znaczenia nabrały prace budowlane. Wzniesiono Świątynię Jerozolimską oraz liczne budowle w Jerozolimie i poza nią (1 Krl 5-7; 9,15-19). Wzmocniono również armię. W miejsce dotychczasowej organizacji plemiennej wprowadzono podział na okręgi (1 Krl 4,7-19), które jednak nie obejmowało terytorium pokolenia Judy. Opowieść biblijna uczyniła z Salomona wzór mądrego i sprawiedliwego władcy, przypisując mu autorstwo setek przypowieści i pieśni oraz sprawiedliwe wyroki sądowe (wyrok salomonowy). Jednocześnie Salomon utracił zwierzchnictwo nad Damaszkiem, gdzie władzę objął Rezon, także nad Edomem, do którego wrócił potomek króla Edomu, Hadad (1 Krl 11,14-25).

### Rozpad królestwa
Wydatki związane z polityką Salomona znacząco zwiększyły ucisk fiskalny. Utajone konflikty społeczne dały o sobie znać tuż po jego śmierci. Tymczasem jednak Roboam, następca Salomona, nie chciał zmniejszyć obciążeń. Wtedy plemiona północne pod wodzą Jeroboama, buntownika przeciwko władzy Salomona, który przed jego zemstą schronił się w Egipcie, zbuntowały się przeciwko władzy Roboama i ogłosiły secesję. Próby ponownego zjednoczenia kraju zakończyły się niepowodzeniem. Oba królestwa odziedziczyły po państwie Salomona tę samą kulturę materialną i duchową, jednak ich rozwój miał odtąd iść w różnych kierunkach.
Biblia podaje religijną interpretację rozpadu królestwa. Według niej był on konsekwencją odejścia Salomona od monoteizmu (1 Krl 11, 29-40).

## Wojsko
Saul stworzył pierwszą w dziejach Izraelitów stałą armię, która stale utrzymywała w gotowości trzy tysiące ludzi. Dawid utworzył straż przyboczną złożoną z cudzoziemskich najemników – Keretytów, Peletytów i Gittytów (czyli prawdopodobnie Filistynów). Jej dowódcą był Ittaj Gittyta. Większość armii stanowiło jednak pospolite ruszenie wszystkich mężczyzn zdolnych do noszenia broni, w wieku powyżej 20 lat. Obowiązkowi służby nie podlegali kapłani i lewici. Wojsko dzieliło się na oddziały liczące 1000, 100, 50 i być może 10 żołnierzy. Początkowo składało się wyłącznie z piechoty: ciężkozbrojnej, wyposażonej w tarcze i włócznie, oraz lekkozbrojnej, uzbrojonej w łuki i proce. Salomon wprowadził do armii rydwany. Dane biblijne dotyczące liczby rydwanów i jeźdźców sugerują, że były to wozy podobne do hetyckich i asyryjskich, z trzyosobową załogą.

## Wątpliwości
Nie brakuje osób wątpiących w przekaz biblijny. „Biblijni minimaliści” kwestionują niekiedy samo istnienie Dawida i Salomona, inni badacze nie zaprzeczają mu, ale podają w wątpliwość wielkość i znaczenie królestwa. Zwracają uwagę na brak przekazów źródłowych z epoki i brak potwierdzenia wielkich prac budowlanych, jakie miał prowadzić Salomon. Obrońcy przekazu biblijnego zwracają uwagę na to, że z tego burzliwego okresu ogólnie pozostało niewiele zapisków, natomiast brak danych archeologicznych wyjaśniają późniejszymi przebudowami i zniszczeniami. Jako dowód istnienia Dawida podawana jest stela z Tel Dan wspominająca o „domu Dawida”.

## Wykopaliska archeologiczne
W XXI w. prowadzone są w Izraelu wykopaliska archeologiczne, które zaowocowały odkryciem trzech ważnych stanowisk, datowanych na czasy Zjednoczonego Królestwa: 1) pałacu króla Dawida, budowli tarasowej i muru pałacu króla Salomona w Jerozolimie (archeolog Eliat Mazar), 2) miasta Szaarim w zachodnim Izraelu (archeolog Joseph Garfinkel), oraz 3) kopalni i huty miedzi króla Salomona w Jordanii (archeolog Thomas Levy).
Otoczone murami, dwubramne Chirbet Qejafa, identyfikowane z biblijnym miastem Szaarim (1 Sm 17,52) lub Netaim (1 Krn 4,21-23), to jedyne dobrze zachowane stanowisko archeologiczne z okresu zjednoczonego królestwa. Było żydowską twierdzą graniczną w pobliżu filistyńskiego Gat i istniało w latach ok. 1020-980, po czym zostało zniszczone. W trakcie wykopalisk prowadzonych w latach 2007-2012 odkryto między innymi najstarszy napis w języku hebrajskim, dotyczący ustanowienia królestwa oraz przed-salomonowe miejsce kultu, dowodzące, że już w tym okresie Izraelici przestrzegali co najmniej 2 przykazań mojżeszowych: 1) zakazu spożywania wieprzowiny oraz 2) zakazu wykonywania wizerunków ludzi i zwierząt.